# Nirvana (Amerikaanse band)
Nirvana was een Amerikaanse grungeband die in 1987 werd opgericht in Aberdeen, Washington door zanger en gitarist Kurt Cobain en bassist Krist Novoselic. De band kende een reeks verschillende drummers van wie Dave Grohl, die in 1990 bij de band kwam, de langstzittende was.
De band vestigde zichzelf binnen de muziek-scene van Seattle door in 1989 het debuutalbum Bleach uit te brengen op het indie-label Sub Pop. Nadat de band tekende bij het grote label DGC Records, kende het onverwacht succes met de single Smells Like Teen Spirit, van het tweede album Nevermind (1991). Hierop betrad Nirvana de mainstream en nam het het genre 'grunge' hierin mee. Frontman Kurt Cobain werd door de media bestempeld als "stem van een generatie", terwijl Nirvana gezien werd als vaandeldrager voor Generatie X. Cobain voelde zich ongemakkelijk bij alle aandacht en legde zich toe op de muziek. Hij vond dat de boodschap en artistieke visie van de band verkeerd werden geïnterpreteerd door het grote publiek dat hij uitdaagde met hun derde album In Utero (1993).
Met Cobains dood in april 1994 kwam er een einde aan het relatief korte bestaan van Nirvana. De invloed en populariteit van de band bleven echter onverminderd in de jaren die volgden. Het nummer You Know You're Right, een niet eerder uitgebrachte demo, stond in 2002 hoog in radio-playlists over de hele wereld. De band verkocht wereldwijd meer dan vijftig miljoen platen, waarvan meer dan 25 miljoen in de Verenigde Staten.

## Bandgeschiedenis

### Opkomst en hoogtepunt
Nirvana werd in 1987 opgericht in de Amerikaanse plaats Aberdeen, Washington, nadat Kurt Cobain en Krist Novoselic elkaar enkele jaren eerder hadden ontmoet. Aanvankelijk was de band een viermansformatie met Chad Channing op drums en Jason Everman op gitaar. In 1989 werd in deze formatie het debuutalbum Bleach opgenomen en uitgebracht door Sub Pop. De band ging op tournee in Amerika en later in Europa. Daarna verlieten Channing en Everman de band. Er werd tijdelijk een drummer aangesteld, Dale Crover, maar de samenwerking was kort en betrof slechts opnames van enkele nummers. In 1990 kwamen Cobain en Novoselic via Buzz Osborne van de Melvins in contact met Dave Grohl. Hij werd de nieuwe drummer, met wie ze hun tweede Europese tournee deden. In datzelfde jaar tekende Nirvana bij DGC Records (onderdeel van Geffen Records). Met als producer Butch Vig begon de band aan een nieuw album te werken. Met het verschijnen van dat nieuwe album Nevermind, een jaar later, bereikte de band internationale populariteit: het album betekende de doorbraak bij het grote publiek en de single Smells Like Teen Spirit werd een wereldhit. Na Smells Like Teen Spirit volgde van hetzelfde album nog Lithium, Come As You Are en In Bloom.

### Opheffing

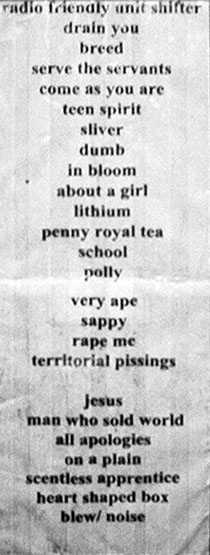
De setlist van het laatste Nirvana-optreden, 1 maart 1994 in München

Na een mislukte zelfmoordpoging in Rome en een ziekenhuisopname werd Cobain op de ochtend van 8 april 1994 door een elektricien dood gevonden in de garage van zijn landhuis in Seattle. Hij had zich drie dagen eerder met een hagelgeweer door zijn hoofd geschoten.
Nirvana werd direct na de dood van Cobain opgeheven. In 2002 werd bij gelegenheid van het uitkomen van het verzamelalbum een laatste single uitgebracht: You Know You're Right. Aan het uitkomen van dat verzamelalbum gingen jaren van gesteggel en rechtszaken met Courtney Love, Cobains weduwe en mede-eigenaar van de rechten, vooraf. De overige bandleden, Krist Novoselic,  Dave Grohl en Pat Smear zullen onder de naam Nirvana geen werk meer uitbrengen. In 2004 werd toch de box-set With the Lights Out uitgebracht, een 3-cd + dvd met B-sides en singles. Een jaar later, in 2005, werd Sliver: The Best of the Box uitgebracht, een soort samenvatting van de dat jaar daarvoor uitgebrachte 'demo en rariteiten boxset'. Ook bevat dit album 3 'nieuwe' (stond al enige tijd op tape, alleen nooit uitgebracht), onbekende nummers. Ook de voor veel Nirvana-fans holy grail, het nummer Spank thru van de Fecal Matter-demo. Dit nummer was destijds de debuutsingle van Nirvana en komt ook voor op diverse bootlegs en op From the Muddy Banks of the Wishkah. Deze demo-tape, met drums en backing vocals van Dale Crover en zang en gitaar van Cobain, bewoog Novoselic ertoe om samen met Cobain een band te beginnen. Ook staan er twee demoversies op van nummers die al uitgebracht en gekend waren.
Kurt Cobain wordt in het Guinness Book of Records genoemd met MTV Unplugged in New York, dat het meestverkochte album na de dood van de uitvoerder werd.

### Post-Nirvana
Na de dood van Kurt Cobain richtten alle overgebleven leden van de band eigen bands op.
- Dave Grohl en Pat Smear: Foo Fighters, Probot, Them Crooked Vultures
- Krist Novoselic: Eyes Adrift, Sweet 75, Giants In The Trees

## Rock and Roll Hall of Fame
In 2014 werd Nirvana opgenomen in de Rock and Roll Hall of Fame. Voorwaarde om genomineerd te worden is dat de eerste plaat van de betreffende artiest minstens 25 jaar geleden is verschenen. Nirvana is in 2014 de 'jongste' genomineerde en komt ook voor het eerst in de lijst voor. De debuutsingle Love Buzz – een cover van de Nederlandse groep Shocking Blue – verscheen eind 1988. Het debuutalbum Bleach werd in 1989 uitgebracht.
Joan Jett heeft de overleden zanger Kurt Cobain vervangen bij de Nirvana toetreding op 10 april (20 jaar na de dood van de Nirvana-frontman). De band trad in de originele samenstelling (bassist Krist Novoselic, drummer Dave Grohl en live-gitarist Pat Smear) op tijdens de Rock and Roll Hall of Fame-avond. De grungeband is officieel toegetreden tot de Hall of Fame, waarbij voormalig R.E.M.-zanger Michael Stipe de band introduceerde. Niet alleen Joan Jett voegde zich bij de band uit Seattle, ook Sonic Youth-gitarist Kim Gordon, Lorde en St. Vincent klommen op het podium om met de nog levende leden van Nirvana nummers te spelen. Jett zong Smells Like Teen Spirit, Gordon zorgde voor Aneurysm, St. Vincent bracht Lithium ten gehore en Lorde coverde All Apologies.
In 2023 werd de band nog de Lifetime Achievement Award toegereikt op de Grammy Award uitreiking. Deze werd in ontvangst genomen door overblijvende bandleden Dave Grohl, Krist Novoselic en Pat Smear.

## Stijl

### Thema's
In de nummers van Nirvana zitten consequent bepaalde thema's zoals afstomping, verveling, vervreemding, depressie en identiteitsproblemen. Vaak wordt de bedoeling verstopt onder een oppervlakkig beeld van woede en/of waanzin. Een enkel liedje, zoals Turnaround (Incesticide) verkondigt een politieke mening, maar dat is voor Nirvana vrij ongebruikelijk (dit is dan ook een cover van Devo).
Die mening verkondigden de bandleden wel regelmatig in de gebruikelijke bindteksten, samen met hun 'anti-rockstar attitude'. Nirvana is een antwoord op de overheersing van de hairmetal in die tijd, en wordt beschouwd als de band waarmee de voornamelijk stedelijke jeugd van Generation X zich het meest associeerde, wat hun succes in de VS, maar ook in het buitenland verklaart.
Nirvana's onderwerpen zijn verwant aan het karakter van songwriter Cobain. Bij Nirvana en Cobain komt één probleem duidelijk naar voren waar ook andere muzikanten last van hebben: de tegengestelde wensen om succesvol en beroemd te zijn en tegelijkertijd onafhankelijk te blijven (zoals van platenverkopen en verwachtingen). Hoewel Cobain van kindsbeen af een rockster wilde zijn, wilde hij niet de verantwoordelijkheden en vaak apathische en banale omstandigheden van de showbizz ondergaan.
Het album In Utero opent met Teenage angst has paid off well / Now I'm bored and old, wat een verwijzing is naar het succes van Nevermind en alles wat daarbij kwam kijken.
Enkele teksten waarin de typische Nirvana-thema's zichtbaar zijn:
- I wish I was like you / Easily amused (All Apologies)
- I've been locked inside your heart-shaped box for weeks (Heart-Shaped Box)
- I'm so happy / 'cause today I've found my friends / They're in my head (Lithium)
- I'm so ugly, but that's okay, 'cause so are you / We've broke our mirrors (Lithium)
- Don't tell me what I wanna hear / Afraid of never knowing fear (Lounge Act)
- Hate me / Do it and do it again
- Waste me / Rape me my friend (Rape Me)[noot 1]
- Here we are now / Entertain us (Smells Like Teen Spirit)[noot 2]

### Invloeden
Nirvana is beïnvloed door allerlei soorten bands, uit uiteenlopende genres als grunge, punkrock, new wave en blues. Om hun afkeer van commercie te tonen, verwezen de bandleden vaak naar muzikale voorbeelden die veel onbekender waren en namen deze ook vaak aan als voorprogramma.
- The Melvins: Vooral in de liedjes Pen Cap Chew, Downer en Paper Cuts zijn de invloeden terug te horen.
- Pixies: Nirvana nam vooral de hard/zacht dynamiek van Pixies over. Rustige coupletten werden afgewisseld door harde refreinen. Smells Like Teen Spirit was een poging van Cobain om Pixies te imiteren.[4]
- The Vaselines: de nummers Molly's Lips en Son of a Gun staan op Incesticide (1992) en Nirvana speelde Jesus doesn't want me for a Sunbeam bij MTV Unplugged.
- Scratch Acid: Cobain was een groot fan van deze band, waarvan enkele leden later The Jesus Lizard zouden oprichten, met wie Nirvana in 1993 de split-single Puss / Oh, the Guilt uitbracht.
- Sonic Youth: De leden van Sonic Youth waren bevriend met de leden van Nirvana en hielpen ze in 1990 binnen bij het label Geffen. In 1991 toerden ze samen.
- Meat Puppets: Nirvana speelde samen met 2 leden van de Meat Puppets 3 nummers van deze band op MTV Unplugged: Plateau, Oh, Me en Lake of Fire.
- Green River
- Mudhoney: vooral bij Sliver is het te horen. Drummer Dan Peters drumt op deze single zelfs mee.
- The Beatles: Kurt Cobain vertelde dat hij het liedje About a Girl heeft geschreven nadat hij een hele dag had geluisterd naar het eerste Amerikaanse album van The Beatles.
- Boston: de riff uit Smells Like Teen Spirit werd geïnspireerd door die uit Bostons More than a Feeling. Een cover van dit lied werd zelfs live af en toe gespeeld.
- Butthole Surfers: In de vroege jaren maakten ze veel muziek die door deze band beïnvloed was, zoals Hairspray Queen.
- Flipper: In de vroege jaren speelden ze het liedje Sex Bomb van deze band. Novoselic en Grohl verschijnen samen met Buzz Osborne van the Melvins, als Melvana nog op een 7" waarop Sacrifice en Way of the World staan.
- Shocking Blue: Voor het album Bleach coverde Nirvana het nummer Love Buzz van deze Nederlandse band, ook wel bekend van het nummer Venus.
- Rites of Spring: Kurt Cobain stond huilend vooraan te kijken naar deze band. Deze band stond in zijn top 50 op 1.
- The Stooges: Raw Power is een plaat die grote invloed had op de Nirvana-sound.
- Lead Belly: Hiervan deed Cobain tijdens MTV Unplugged een legendarische uitvoering van het nummer In the Pines onder de titel Where did you sleep last Night?.
- The Wipers: Coverden D7 en Return of the Rat, dat verscheen op het tributealbum Eight Songs for Greg Sage and the Wipers.
- REM: Volgens Cobain een band die dicht bij hun eigen identiteit is gebleven. In 1994 zou een samenwerking met Michael Stipe plaatsgevonden hebben, maar dit gebeurde niet vanwege het overlijden van Kurt Cobain. Er wordt verteld dat de cd Automatic for the People van REM gevonden is in een cd-speler, die aanstond, in de kamer waar Kurt zelfmoord pleegde. Dit valt mogelijk te betwijfelen.[5]
- David Bowie: Nirvana coverde The Man Who Sold The World tijdens hun MTV Unplugged-optreden, zoals te horen op het album Unplugged In New York.

Bands waaraan veelvuldig gerefereerd werd:
- Pavement
- Dinosaur Jr.
- The Jesus Lizard
- Daniel Johnston (MTV-uitreiking met T-shirt van Hi how are you?)

## Voorprogramma's
Als voorprogramma gekozen bands waren:
- Pearl Jam (1991)
- Half Japanese (1993)
- Meat Puppets
- Sebadoh (1994, laatste Europese tournee)

Nirvana toerde zelf voor hun doorbraak als voorprogramma met:
- Mudhoney (1989)
- Red Hot Chili Peppers (1991)
- Sonic Youth (1991) (video 1991: The Year Punk Broke). Het omslagpunt voor zowel Sonic Youth als voor Nirvana is in beeld gebracht in deze documentaire uit 1992 van Dave Markey met optredens en backstage-beelden van deze twee bands, en onder meer ook Babes in Toyland en Dinosaur Jr.

Nirvana bracht hun eerste album (Bleach) uit bij het Sub Pop label, indertijd met de bezetting Kurt Cobain, Krist Novoselic en Chad Channing (drums); daarna stapte de band over naar het grotere Geffen Records.

## Leden
Laatste bezetting
- Kurt Cobain – zang, gitaar (1987–1994; overleden in 1994)
- Krist Novoselic – basgitaar (1987–1994)
- Dave Grohl – drums, achtergrondzang (1990–1994)

Voormalige leden
- Aaron Burckhard – drums (1987)
- Dale Crover – drums, achtergrondzang (1988, 1990)
- Dave Foster – drums (1988)
- Chad Channing – drums (1988–1990)
- Jason Everman – gitaar, achtergrondzang (1989)
- Dan Peters – drums (1990)

## Discografie

### Albums
| Album met eventuele hitnotering(en) in de Nederlandse Album Top 100 | Datum van verschijnen | Datum van binnenkomst | Hoogste positie | Aantal weken | Opmerkingen                    |
| ------------------------------------------------------------------- | --------------------- | --------------------- | --------------- | ------------ | ------------------------------ |
| Bleach                                                              | 15 juni 1989          | -                     | -               | -            |                                |
| Blew                                                                | 1990                  | -                     |                 |              | ep                             |
| Nevermind                                                           | 24 september 1991     | 16 november 1991      | 3               | 119          | 10x Platina                    |
| Hormoaning                                                          | 5 februari 1992       | -                     | -               | -            | ep                             |
| Incesticide                                                         | 15 december 1992      | 9 januari 1993        | 31              | 9            | Verzamelalbum                  |
| In Utero                                                            | 21 september 1993     | 2 oktober 1993        | 4               | 37           |                                |
| MTV unplugged in New York                                           | 1 november 1994       | 12 november 1994      | 2               | 50           | Livealbum                      |
| From the Muddy Banks of the Wishkah                                 | 1 oktober 1996        | 12 oktober 1996       | 14              | 9            | Livealbum                      |
| Nirvana                                                             | 27 oktober 2002       | 9 november 2002       | 12              | 19           | Verzamelalbum                  |
| With the Lights Out                                                 | 22 november 2004      | 27 november 2004      | 65              | 2            | Verzamelalbum / 3 cd's & 1 dvd |
| Sliver: The Best of the Box                                         | 31 oktober 2005       | -                     | -               | -            | Verzamelalbum                  |
| Live at Reading                                                     | 30 november 2009      | 7 november 2009       | 64              | 2            | Livealbum                      |

| Album met hitnotering(en) in de Vlaamse Ultratop 200 albums | Datum van verschijnen | Datum van binnenkomst | Hoogste positie | Aantal weken | Opmerkingen                    |
| ----------------------------------------------------------- | --------------------- | --------------------- | --------------- | ------------ | ------------------------------ |
| MTV Unplugged in New York                                   | 1994                  | 1 april 1995          | 3               | 29           | Livealbum                      |
| Nevermind                                                   | 1991                  | 29 april 1995         | 35              | 5            |                                |
| From the Muddy Banks of the Wishkah                         | 1996                  | 12 oktober 1996       | 10              | 12           | Livealbum                      |
| Nirvana                                                     | 2002                  | 9 november 2002       | 2               | 21           | Verzamelalbum                  |
| With the Lights Out                                         | 2004                  | 4 december 2004       | 21              | 9            | Verzamelalbum / 3 cd's & 1 dvd |
| Live at Reading                                             | 2009                  | 14 november 2009      | 71              | 2            | Livealbum                      |
| Bleach                                                      | 26 oktober 2009       | 14 november 2009      | 100             | 1            |                                |
| Nevermind - Deluxe Edition                                  | 23 september 2011     | 1 oktober 2011        | 14              | 7            |                                |

### Singles
| Single met eventuele hitnotering(en) in de Nederlandse Top 40 | Datum van verschijnen | Datum van binnenkomst | Hoogste positie | Aantal weken | Opmerkingen                    |
| ------------------------------------------------------------- | --------------------- | --------------------- | --------------- | ------------ | ------------------------------ |
| Smells Like Teen Spirit                                       | 10 september 1991     | 30 november 1991      | 3               | 15           | Nr. 3 in de Nationale Top 100  |
| Come as You Are                                               | 2 maart 1992          | 21 maart 1992         | 14              | 6            | Nr. 16 in de Nationale Top 100 |
| Lithium                                                       | 21 juli 1992          | 1 augustus 1992       | 16              | 5            | Nr. 17 in de Nationale Top 100 |
| In Bloom                                                      | 1992                  | -                     | -               | -            | Nr. 87 in de Nationale Top 100 |
| Heart-Shaped Box                                              | 1993                  | 2 oktober 1993        | 32              | 3            | Nr. 36 in de Mega Top 50       |
| About a Girl (MTV Unplugged Version)                          | 1994                  | 26 november 1994      | 26              | 4            | Nr. 22 in de Mega Top 50       |

| Single met hitnotering(en) in de Vlaamse Ultratop 50 | Datum van verschijnen | Datum van binnenkomst | Hoogste positie | Aantal weken | Opmerkingen                 |
| ---------------------------------------------------- | --------------------- | --------------------- | --------------- | ------------ | --------------------------- |
| Smells Like Teen Spirit                              | 1991                  | -                     | -               | -            | Nr. 1 in de Radio 2 Top 30  |
| Come as you are                                      | 1992                  | -                     | -               | -            | Nr. 12 in de Radio 2 Top 30 |
| Lithium                                              | 1992                  | -                     | -               | -            | Nr. 18 in de Radio 2 Top 30 |
| Heart-shaped Box                                     | 1993                  | -                     | -               | -            | Nr. 18 in de Radio 2 Top 30 |
| Rape Me                                              | 1993                  | -                     | -               | -            | Nr. 30 in de Radio 2 Top 30 |
| About a Girl (MTV Unplugged Version)                 | 1994                  | -                     | -               | -            | Nr. 12 in de Radio 2 Top 30 |
| The Man who sold the World                           | 1995                  | -                     | -               | -            | Nr. 24 in de Radio 2 Top 30 |

### Dvd's
| Dvd met hitnotering(en) in de Nederlandse DVD Music Top 30 | Datum van verschijnen | Datum van binnenkomst | Hoogste positie | Aantal weken | Opmerkingen               |
| ---------------------------------------------------------- | --------------------- | --------------------- | --------------- | ------------ | ------------------------- |
| Live! Tonight! Sold Out!!                                  | 2006                  | 7 november 2006       | 4               | ?            | compilatie livefragmenten |
| Unplugged in New York                                      | 2007                  | 1 december 2007       | 8               | 23           |                           |
| Live at Reading                                            | 2009                  | 7 november 2009       | 25              | 1            |                           |
| Live at the Paramount                                      | 2011                  | 1 oktober 2011        | 4               | 6            |                           |
| Live and Loud                                              | 2013                  | 28 september 2013     | 16              | 1            |                           |

### NPO Radio 2 Top 2000
| Nummers met noteringen in de NPO Radio 2 Top 2000 | '05 | '06 | '07 | '08 | '09 | '10 | '11  | '12  | '13 | '14 | '15 | '16  | '17  | '18  | '19  | '20  | '21  | '22  | '23  | '24  |
| ------------------------------------------------- | --- | --- | --- | --- | --- | --- | ---- | ---- | --- | --- | --- | ---- | ---- | ---- | ---- | ---- | ---- | ---- | ---- | ---- |
| About a Girl                                      | -   | -   | -   | -   | -   | -   | -    | -    | -   | -   | 739 | 936  | 948  | 1011 | 1119 | 1071 | 1083 | 1130 | 1218 | 1370 |
| All Apologies                                     | -   | -   | -   | -   | -   | -   | -    | -    | -   | -   | -   | 1912 | 1909 | 1939 | 1969 | 1944 | 1933 | -    | -    | -    |
| Come as You Are                                   | -   | -   | -   | -   | -   | -   | 1533 | 138  | 136 | 147 | 178 | 173  | 155  | 136  | 131  | 139  | 143  | 145  | 164  | 171  |
| Heart-Shaped Box                                  | -   | -   | -   | -   | -   | -   | -    | -    | -   | -   | 720 | 932  | 983  | 913  | 1019 | 1039 | 927  | 797  | 882  | 913  |
| In Bloom                                          | -   | -   | -   | -   | -   | -   | -    | -    | -   | -   | -   | -    | -    | 1473 | 1406 | 1462 | 1301 | 1246 | 1374 | 1401 |
| Lithium                                           | -   | -   | -   | -   | -   | -   | -    | 1818 | 957 | 208 | 224 | 252  | 246  | 232  | 265  | 292  | 257  | 280  | 324  | 365  |
| Polly                                             | -   | -   | -   | -   | -   | -   | -    | -    | -   | -   | -   | -    | -    | 1793 | 1583 | 1581 | 1672 | 1792 | 1970 | -    |
| Rape Me                                           | -   | -   | -   | -   | -   | -   | -    | -    | -   | -   | -   | 1791 | 1951 | 1811 | 1898 | -    | -    | -    | -    | -    |
| Smells Like Teen Spirit                           | 105 | 53  | 62  | 124 | 48  | 71  | 36   | 30   | 26  | 31  | 34  | 32   | 34   | 32   | 37   | 25   | 30   | 32   | 35   | 38   |
| Something in the Way                              | -   | -   | -   | -   | -   | -   | -    | -    | -   | -   | -   | -    | -    | -    | -    | -    | -    | 1354 | 1703 | 1424 |
| The Man Who Sold the World                        | -   | -   | -   | -   | -   | -   | -    | -    | -   | -   | 442 | 376  | 403  | 332  | 321  | 304  | 311  | 313  | 356  | 361  |
| Where Did You Sleep Last Night                    | -   | -   | -   | -   | -   | -   | -    | -    | -   | -   | -   | -    | -    | 512  | 470  | 458  | 503  | 532  | 579  | 603  |

1. ↑  Een '-' betekent dat het nummer niet was genoteerd en een vetgedrukt getal geeft de hoogste notering van een nummer aan.
2. ↑  2005 was het eerste jaar met een notering voor Nirvana.

### Nummers in deTijdloze 100vanStudio Brussel
| Nummer                  | '87 | '88 | '90 | '91 | '92 | '93 | '94 | '95 | '96 | '97 | '98 | '99* | '00 | '01 | '02 | '03 | '04 | '05 | '06 | '07 | '08 | '09 | '10 | '11 | '12 | '13 | '14 | '15 | '16 | '17 | '18 | '19 | '20 | '21 | '22 | '23 |
| ----------------------- | --- | --- | --- | --- | --- | --- | --- | --- | --- | --- | --- | ---- | --- | --- | --- | --- | --- | --- | --- | --- | --- | --- | --- | --- | --- | --- | --- | --- | --- | --- | --- | --- | --- | --- | --- | --- |
| About a Girl            | -   | -   | -   | -   | -   | -   | 89  | -   | -   | -   | -   | -    | -   | -   | -   | -   | -   | -   | -   | -   | -   | -   | -   | -   | -   | -   | -   | -   | -   | -   | -   | -   | -   | -   | -   | -   |
| All Apologies           | -   | -   | -   | -   | -   | -   | 44  | 99  | -   | -   | -   | -    | -   | -   | -   | -   | -   | -   | -   | -   | -   | -   | -   | -   | -   | -   | -   | -   | -   | -   | -   | -   | -   | -   | -   | -   |
| Come As You Are         | -   | -   | -   | -   | -   | -   | 67  | 77  | -   | -   | -   | 131  | -   | -   | -   | -   | -   | -   | -   | -   | -   | -   | -   | 96  | 93  | 76  | -   | 98  | 78  | 88  | 82  | -   | -   | -   | -   | -   |
| Lithium                 | -   | -   | -   | -   | -   | -   | -   | -   | -   | -   | -   | 139  | -   | 69  | 43  | 36  | 39  | 60  | 64  | 51  | 80  | 93  | 69  | 54  | 58  | 87  | 88  | 83  | -   | -   | -   | -   | -   | -   | -   | -   |
| Smells Like Teen Spirit | -   | -   | -   | 31  | 18  | 8   | 4   | 3   | 4   | 4   | 2   | 1    | 1   | 1   | 1   | 2   | 2   | 2   | 1   | 1   | 1   | 1   | 1   | 1   | 1   | 2   | 3   | 4   | 2   | 3   | 3   | 5   | 8   | 7   | 6   | 6   |

- In 1999* telde de lijst 150 in plaats van 100 nummers

## Documentaire
- 1991: The Year Punk Broke

## Trivia
- Nirvana heeft enkele malen in Nederland een optreden gegeven. Het bekendst is het concert in de Amsterdamse Paradiso op 25 november 1991,[8] maar de band heeft voor hun grote doorbraak ook opgetreden in Nighttown Rotterdam, Vera in Groningen en op het Ein Abend In Wien-festival in Rotterdam. De band heeft verder opgetreden in de Utrechtse Tivoli en in de Melkweg, beide in 1989.
- Fragmenten van het optreden in Paradiso uit 1991 zijn terug te zien op de dvd Nirvana: Live! Tonight! Sold Out!!. Daarnaast staan er vier nummers van ditzelfde concert op het live-album From the Muddy Banks of the Wishkah.
- Op 25 augustus 1991 trad Nirvana op tijdens Pukkelpop, dat toen voor de eerste keer plaatsvond in Kiewit bij Hasselt (de eerste en enige keer vlak bij de kinderboerderij). Nirvana trad op rond 10 uur op de mainstage. Eigenlijk als vervanging van de Limbomaniacs die afgezegd hadden. Nirvana toerde op dat moment in Europa als voorprogramma van Sonic Youth, dat later op die dag ook op het Pukkelpopfestival stond.
- Tijdens het bezoek van Nirvana aan Nederland in november 1991 is er een 2 Meter Sessie met de band opgenomen. Er werden uiteindelijk twee nummers opgenomen, te weten In the Pines en Here she comes, een cover van The Velvet Underground.
- Op 23 november 1991 speelde Nirvana in de Vooruit in Gent (België). Het voorprogramma werd verzorgd door Hole, de groep rond frontvrouw Courtney Love met wie Cobain later zou trouwen. Het was volgens Knack meteen de enige keer dat Nirvana in een Belgische concertzaal stond.[9]  Eerder dat jaar hadden ze echter reeds in de Gentse Democrazy opgetreden[10].
- Een gepland optreden in Ahoy te Rotterdam op 24 maart 1994 voor Nirvana's Europese tournee werd afgelast nadat Kurt Cobain in Rome in coma was geraakt.
- In 1996 nam de Britse sixtiesband Nirvana, bestaande uit Patrick Campbell-Lyons en Alex Spyropoulos, ongevraagd het nummer Lithium op, wellicht een hint om bandnaam Nirvana. Uiteindelijk bereikte men een akkoord en bleven beide bands de naam gebruiken.
- Op 2 juni 2006 haalt de Haagse tributeband Nirvananana de pers met een opmerkelijk interview. De leden zijn dan te gast in het radioprogramma Ramonaaa op de Leidschendamse lokale omroep Midvliet FM, waar zij bellen met Krist Novoselic.